# Edifício de Ventura Terra
Edifício de Ventura Terra, é um edifício localizado na Rua Alexandre Herculano, n.º 57-57C, na freguesia de Santo António, Lisboa.
Com projecto do arquitecto Miguel Ventura Terra, igualmente seu proprietário, ganhou o Prémio Valmor de 1903.
Das muitas construções terminadas na cidade de Lisboa durante o ano de 1903, a mais sonante talvez seja o Edifício de Ventura Terra, o edifício construído no terreno localizado na rua Alexandre Herculano, lado sul entre a rua do Vale e o largo do Rato. O proprietário do terreno e do edifício, era o arquitecto Miguel Ventura Terra, e foi o mesmo que projectou o edifício, que por satisfazer de modo geral as cláusulas estabelecidas impostas durante o legado do Visconde de Valmor, e por ser um objecto considerado belo e artístico, digno de uma capital como era Lisboa. Admirado pela sua rigorosidade na composição de linhas e de um original efeito decorativo resultante da harmonia entre a mancha dos suas intenções e motivos de várias cores e em relevo, que formavam uma perfeita composição juntamente com os menores detalhes que se dispõem em toda a construção. A obra teve uma especial atenção do júri, porque estava evidente neste edifício técnicas novas de construção, assim como utilização de materiais ou produtos nacionais, promovendo assim o azulejo que é muito utilizado nesta casa, factores que valeram ao arquitecto e a sua obra o Prémio Valmor em 1903.
O prédio foi legado pelo seu proprietários às Escolas de Belas Artes de Lisboa e do Porto «destinando o seu rendimento líquido para pensões a estudantes pobres das escolas que mostrem decidida vocação para as Belas-Artes».
O Edifício de Ventura Terra, foi uma das primeiras construções da recente Avenida Alexandre Herculano, eixo de grande importância do engenheiro Frederico Ressano Garcia, que na altura era o engenheiro da Câmara Municipal de Lisboa. É um prédio de habitação projectado em 1902, e foi inaugurado em 1903. Um projecto do arquitecto Miguel Ventura Terra, onde o mesmo era o proprietário, ocupando o primeiro piso do edifício como sua própria residência, é uma obra única, apenas reproduzida pelo próprio arquitecto em posteriores trabalhos.
Em 2013, a casa passou a integrar conjuntamente o património privado da Universidade do Porto, da Universidade de Lisboa e da Faculdade de Arquitectura da Universidade Técnica de Lisboa, por despacho conjunto dos então ministros da Educação e Ciência e de Estado e das Finanças.
Em 11 de março de 2020, foi noticiado que a Universidade de Lisboa, com o intuito de vender o edifício, mandou retirar a placa que se encontrava na sua fachada em homenagem a Miguel Ventura Terra, tendo a mesma sido destruída durante a remoção.

## O Projecto

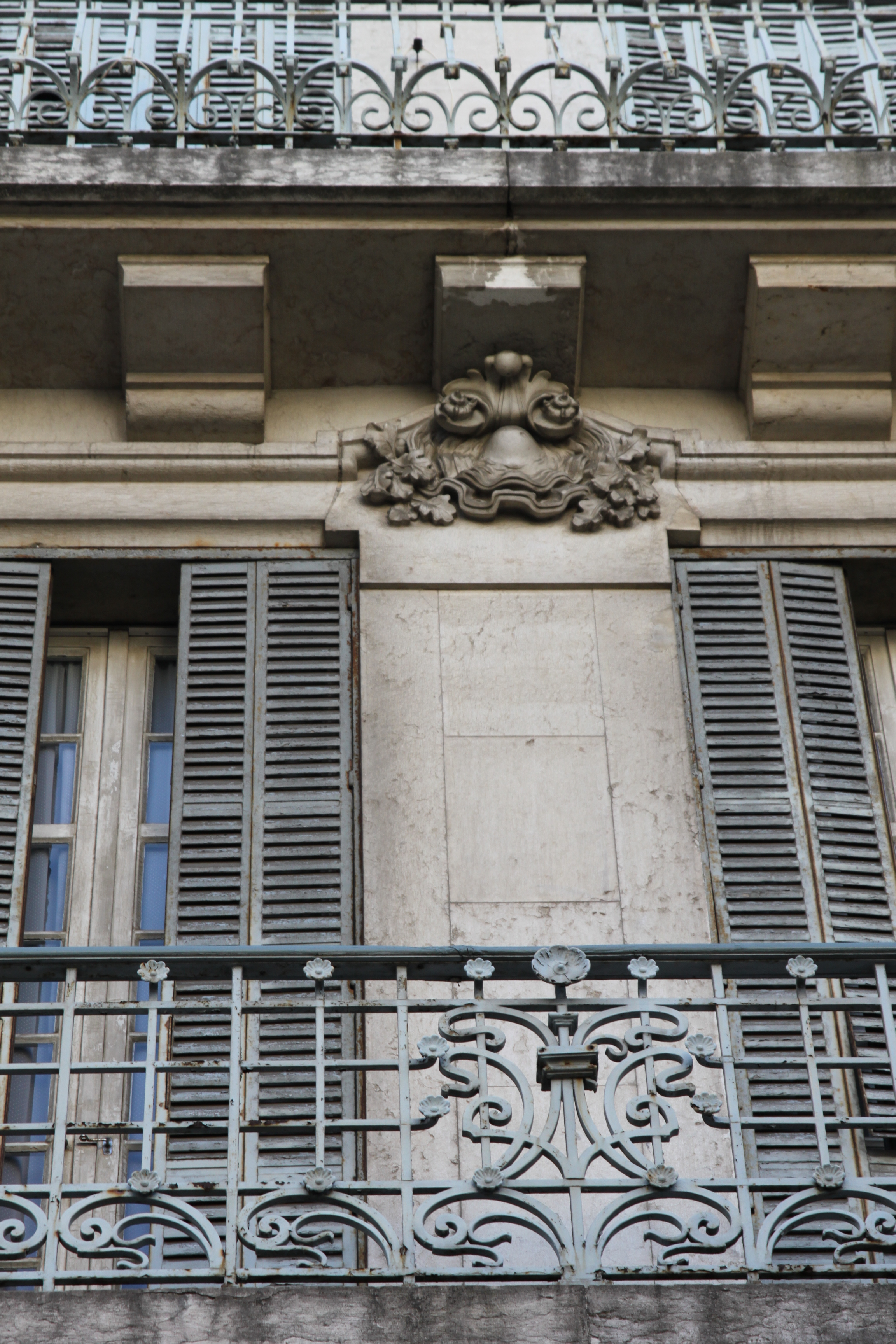
Pormenor do edifício, prémio Valmor em 1903

O edifício foi construído num terreno trapezoidal com um ligeiro declive, composto por quatro pisos e uma cave alta, tinha uma escala impositiva na época, a nível volumétrico, que de forma assumida tentava rentabilizar a exigência do solo, que serviria de aluguer económico elevado, a arquitectura atinge este objectivo, através da racionalidade funcional da planta dos fogos, um por cada piso, e particularidade da fachada que de imediato, espelha o seu destino social, forrada de blocos rectangulares, apresenta algum dinamismo dispondo-se de forma assimétrica, jogando subtilmente entre o ritmo horizontal, salientado pela sucessão linear das varandas de ferro forjado, e o impulso vertical dos grandes vãos, que desenham uma série de arcos que no seu ponto mais alto interrompem a linha recta da cimalha, a parte mais alta da cornija. Esta intenção formulada de forma teórica, é reforçada pela presença de diversos frisos decorativos azulejados. O que se evidencia em toda composição, é o controlo do desenho, que é pouco destacado na superfície dos vãos estreitos e alongados, protegidas por grades de madeira que modulam por diversas partes do edifício uma luz filtrada, e a expressão do plano de parede, liso e seco, animado pelas marcações de cor, pelos referidos grandes vãos que correspondem às salas principais, sem nunca comprometer a função e racionalidade do programa habitacional. A organização da planta revela um eixo da fachada posterior, fazendo uma ligação entre espaços colectivos do salão e da sala de jantar, dividido ortogonalmente em madeira, sendo que, os materiais que mais predominam neste edifício são: Alvenaria, pedra, ferro, madeira e azulejo. Este edifício foi vencedor do Prémio Valmor em 1903, no ano em que foi inaugurado. Sofreu algumas alterações mais tarde, em 1911, propôs-se umas trapeiras para dar mais luz ao sótão, no telhado. Em 1917, surge uma nova porta na cave; em 1936 houve pela escada de acesso e o corredor que isolam e fazem ligação entre as áreas de serviço e os quartos. E com este gesto cruciforme de elevada clareza, que lateralizava o lugar tradicionalmente utilizado para a escadaria, Miguel Ventura Terra incutia à cidade uma nova forma de habitar, onde a representação do interior leva vantagem como valor de intimidade. No piso 0 é enfatizado pela horizontalidade das guardas em ferro e pelos azulejos, os vãos são em grande parte estreitos e altos com venezianas. O piso 1 conta com um pé direito superior aos outros, e como já foi mencionado em cima, foi usado como residência própria do arquitecto. Remata a fachada uma cornija de pedra com dois grandes mísulas que disfarçam as descargas do arco. As fachadas, lateral direita, e posterior são revestidas com reboco e são pintadas. A fachada lateral esquerda foi construída um imóvel que tapa as suas frestas. A entrada do edifício é feita a meio piso, e apresenta as paredes feitas de gesso e cola, com melhor qualidade que os espaços da cave e da escada de serviço, a presença do elevador ocupam parte da bomba da escada. A cave dá acesso a um piso enterrado onde era armazenada a lenha para aquecimento. Cada piso tem um fogo com acesso vertical pela escada principal e pela escada de serviço, com excepção do piso 0. O interior dos fogos conta com um corredor paralelo à rua e ao longo do mesmo se distribuem os aposentos, deixando assim as zonas húmidas junto a fachada posterior. O tecto das salas de jantar e de estar, e do escritório em estuque, simulando vigamento de madeira, com friso vegetalista e para os azulejos da cozinha e da casa de banho, e por fim o sótão divide-se em dois fogos. As paredes do edifício são autoportantes em alvenaria, e com estrutura em ferro, e elementos estruturais e decorativos em pedra também, Pavimentação e cobertura ou telhados necessidade de reparar as paredes e pintura do edifício; em 1938 foram feitas obras com fim de conservar o exterior do edifício; em 1956 foi realizada uma pintura na fachada posterior; em 1957 nova pintura da empena da entrada; em 1994/1995, foi substituída as redes de água, gás e electricidade, instalação de contadores, limpeza da fachada principal e consolidação e restauro de inúmeras partes do edifício, neste mesmo ano foi instalado um elevador.

## Prémio Valmor 1903
Das muitas construções terminadas na cidade de Lisboa durante o ano de 1903, a mais sonante talvez seja o Edifício de Ventura Terra, construído no terreno localizado na rua Alexandre Herculano, lado sul entre a rua do Vale e o largo do Rato. O proprietário do terreno e da casa, era o arquitecto Miguel Ventura Terra, e foi o mesmo que projectou o edifício, que por satisfazer de modo geral as cláusulas estabelecidas impostas durante o legado do Visconde de Valmor, e por ser um objecto considerado belo e artístico, digno de uma capital como era Lisboa. Admirado pela sua rigorosidade na composição de linhas e de um original efeito decorativo resultante da harmonia entre a mancha dos suas intenções e motivos de várias cores e em relevo, que formavam uma perfeita composição juntamente com os menores detalhes que se dispõem em toda a construção. A obra teve uma especial atenção do júri, porque estava evidente neste edifício técnicas novas de construção, assim como utilização de materiais ou produtos nacionais, promovendo assim o azulejo que é muito utilizado nesta casa, factores que valeram ao arquitecto e a sua obra o Prémio Valmor em 1903.

## Classificação

### Imóvel de Valor Concelhio
O edifício foi classificado como imóvel de valor concelhio pelo artigo 2.º do Decreto do Governo n.º 8/83, de 24 de janeiro de 1983.

### Imóvel de Interesse Público
O edifício foi reclassificado como imóvel de interesse público pela Portaria n.º 303/2006 (2.ª série), de 27 de janeiro de 2006, que, no seu preâmbulo, refere:
«Considerando que se trata de uma obra do arquitecto Miguel Ventura Terra, figura importante da produção arquitectónica lisboeta, pela forma pragmática e racionalista como abordou os seus programas, nomeadamente esta casa que construiu para nela residir, sendo um
óptimo exemplo da «arte nova» portuguesa, como ela foi entendida e praticada pelos arquitectos da geração de vocação europeia e urbana, nascidos pelos anos de 1860-1870;
Considerando que em 1903 lhe foi atribuído o Prémio Valmor, «por ser um belo tipo artístico, digno de uma capital como a nossa, com uma correctíssima composição de linhas e um original efeito decorativo»;
Considerando que nessa composição, de uma extrema descrição e elegância, as lógias marcam o ritmo da fachada, provocando uma assimetria, quer estrutural, quer decorativa, com diferentes soluções nas molduras dos vãos e nas varandas, com uma interessante utilização de frisos de azulejos que correm ao longo do prédio, por baixo da cimalha e marcando o primeiro andar, cujos temas estarão relacionados com o rio Tejo (ondas, gaivotas e tágides) e a luminosidade da cidade (girassóis e outras heliotrópicas);
Considerando que a sua classificação actual é manifestamente inadequada e desajustada, tendo em conta outros imóveis classificados, nomeadamente a Sinagoga de Lisboa, do mesmo autor e situada na vizinhança, que se encontra classificada como imóvel de interesse público:»